# Hieracium schmidtii
Lo sparviere a foglie setolose (nome scientifico  Hieracium schmidtii  Tausch, 1828) è una specie di pianta angiosperma dicotiledone della famiglia delle Asteraceae.

## Etimologia
Il nome del genere deriva dalla parola greca hierax o hierakion (= sparviere, falco). Il nome del genere è stato dato inizialmente dal botanico francese Joseph Pitton de Tournefort (1656 - 1708) rifacendosi probabilmente ad alcuni scritti del naturalista romano Gaio Plinio Secondo (23 - 79) nei quali, secondo la tradizione, i rapaci si servivano di questa pianta per irrobustire la loro vista. L'epiteto specifico (schmidtii) è stato dato in ricordo del botanico boemo F.W. Schmidt (1764 - 1796).
Il nome scientifico della specie è stato definito dal botanico Ignaz Friedrich Tausch  (1793-1848) nella pubblicazione " Flora; oder, (allgemeine) botanische Zeitung. Regensburg, Jena" ( Flora 11(1, Ergänzungsbl.): 65) del 1828.

## Descrizione

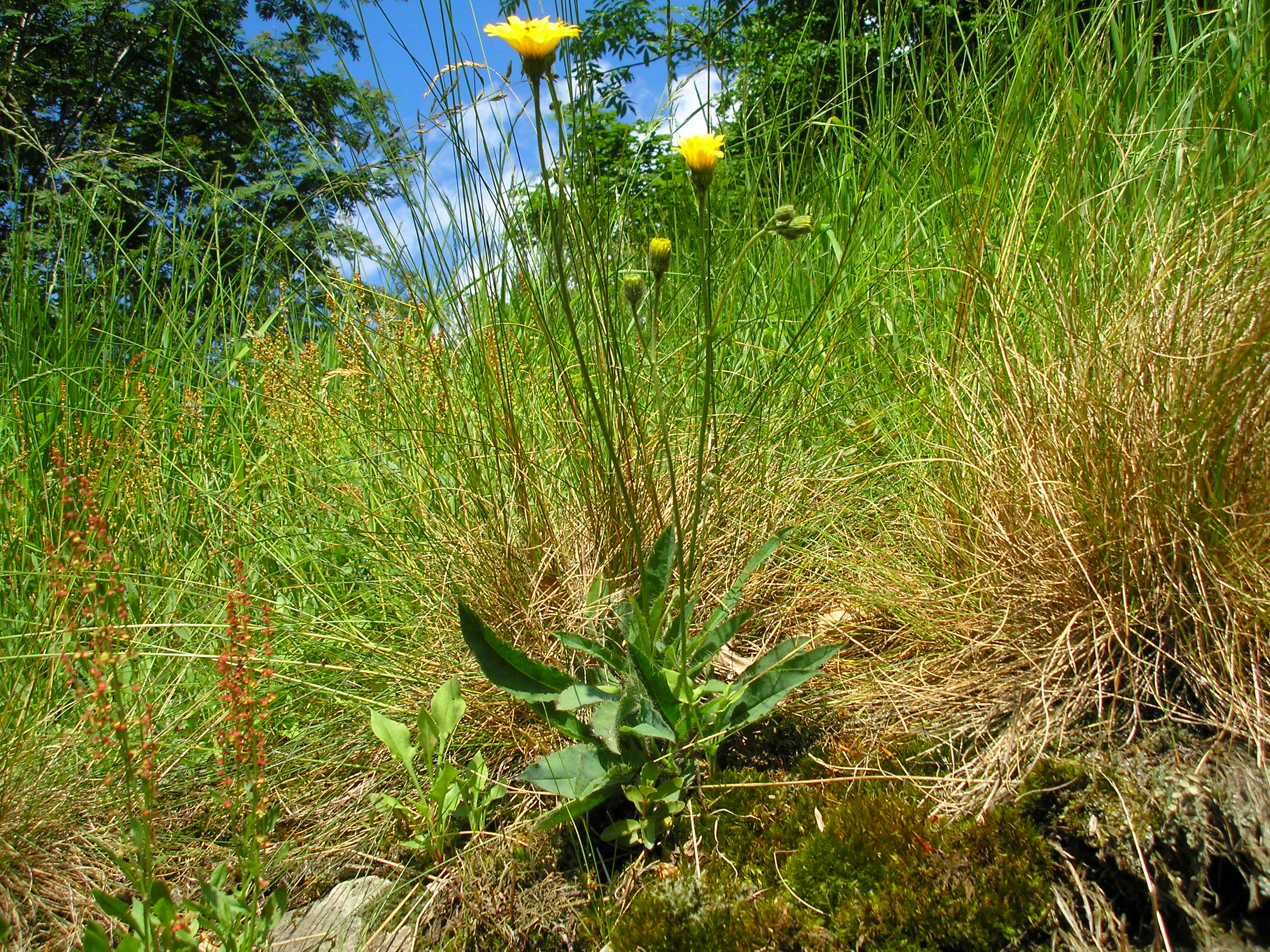
Il portamento

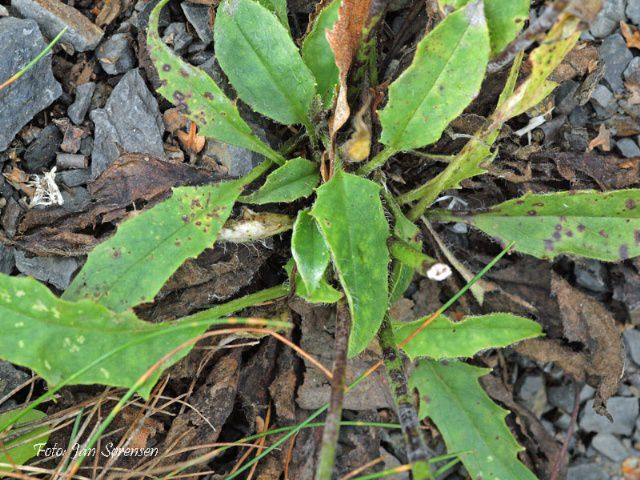
Le foglie

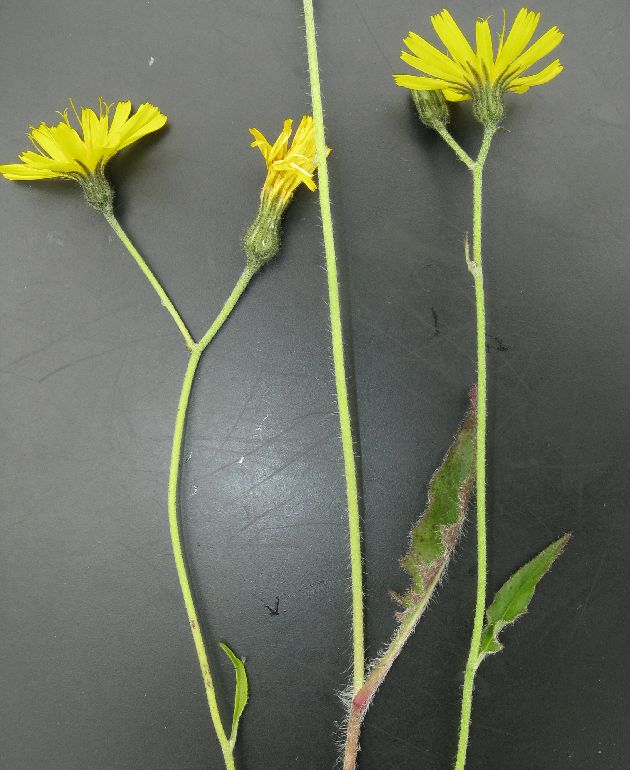
Infiorescenza

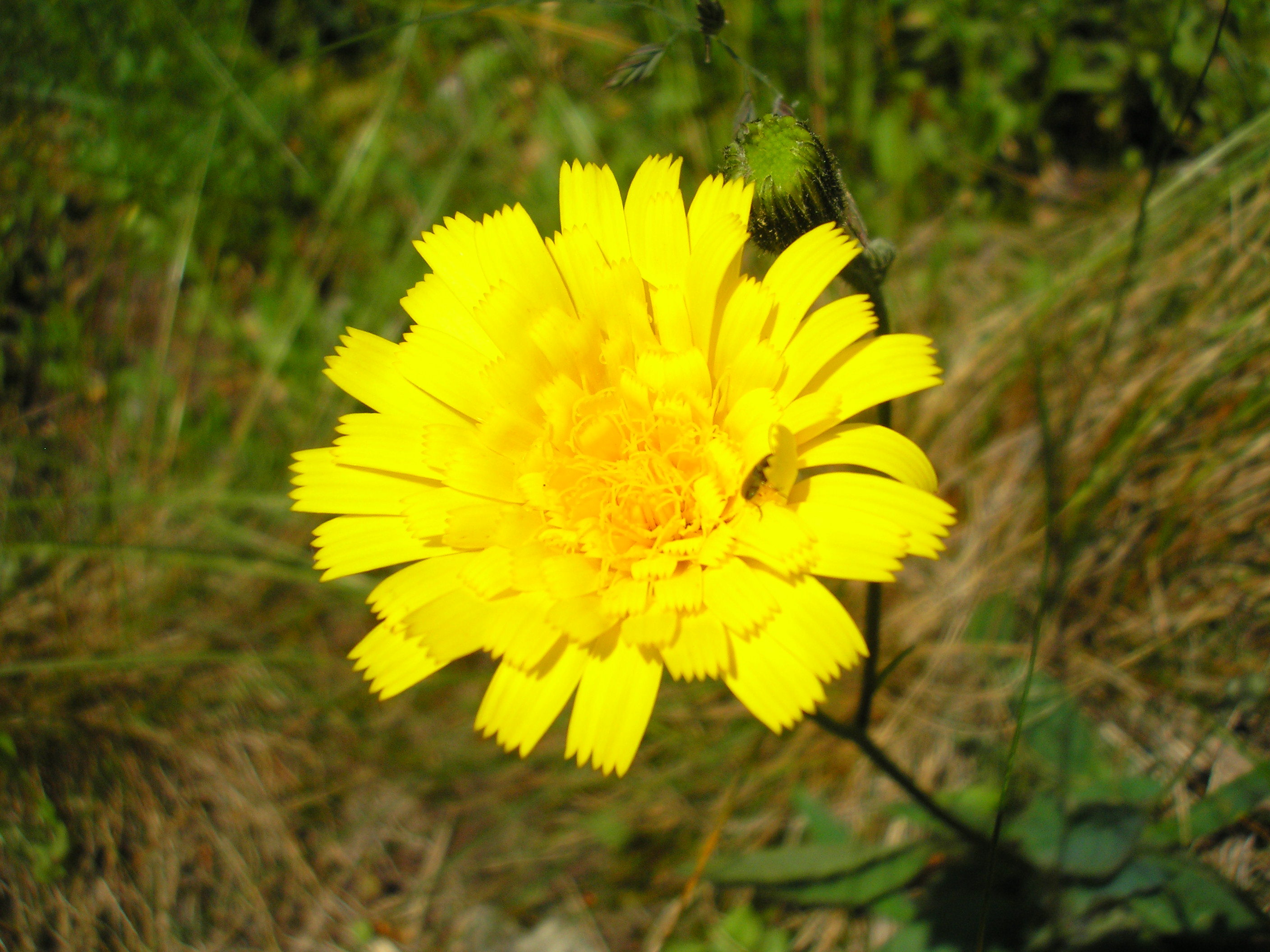
I fiori

Habitus. La forma biologica è emicriptofita scaposa (H scap), ossia in generale sono piante erbacee, a ciclo biologico perenne, con gemme svernanti al livello del suolo e protette dalla lettiera o dalla neve e sono dotate di un asse fiorale eretto e spesso privo di foglie. In questa specie è possibile anche la forma biologica emicriptofita rosulata (H ros). Tutte le specie del gruppo sono provviste di latice. I peli ghiandolari e quelli stellati sono poco presenti; inoltre le specie di questo gruppo sono piante di tipo fillopode (raramente sono hypofillopode).
Fusto. I fusti, in genere eretti più o meno molli e ascendenti, sono di solito solitari e mediamente ramificati o afilli. Il colore è verde-glauco (in basso può essere rosso-violaceo). Le radici in genere sono di tipo fittonante. Queste piante sono alte da 20 a 35 cm (massimo 50 cm).
Foglie. Sono presenti sia foglie delle rosette basali che cauline con disposizione alterna. Le lamine in genere sono intere o dentate. Le foglie basali (da 4 a 6) sono attenuate e più o meno brevemente picciolate; la forma della lamina varia da ampiamente ellittica fino a obovata, è sottile e rigida e la superficie è colorata da glauco a olivaceo con macchie indistinte. La pagina superiore delle foglie è ricoperta densamente da peli curvo-setosi, lunghi 4 – 10 mm, bianchi e da setosi a profondamente dentati. Le foglie cauline (da 0 a 1) e progressivamente ridotte, sono glauche con le pagine superiori macchiate e peli setosi ai margini.
Infiorescenza. La sinflorescenza è del tipo forcato o lassamente paniculato con 0 - 3 rami con 1 - 3 capolini peduncolati. I peduncoli sono sottesi da 1 - 5 brattee fogliacee. L'acladio è di 1,5 – 5 cm. L'infiorescenza vera e propria è composta da uno o più capolini terminali. I capolini, solamente di tipo ligulifloro, sono formati da un involucro composto da diverse brattee (o squame) all'interno delle quali un ricettacolo fa da base ai fiori ligulati. L'involucro ha una forma da emisferica o ellissoide fino a ovoide ed è formato da due serie di brattee. Il ricettacolo, alla base dei fiori, è nudo (senza pagliette) e alveolato (i margini degli alveoli sono brevemente dentati). Dimensione dell'involucro: 10 – 12 mm.
Fiori. I fiori, tutti ligulati, sono tetra-ciclici (ossia sono presenti 4 verticilli: calice – corolla – androceo – gineceo) e pentameri (ogni verticillo ha in genere 5 elementi). I fiori sono ermafroditi, fertili e zigomorfi.
- Formula fiorale:

*/x K {\displaystyle \infty }, [C (5), A (5)], G 2 (infero), achenio
- Calice: i sepali del calice sono ridotti ad una coroncina di squame.
- Corolla: le corolle sono formate da un tubo e da una ligula terminante con 5 denti; il colore è giallo o giallo saturo. I dentelli apicali sono cigliati. Dimensioni delle ligule: larghezza 2 mm; lunghezza 15 – 20 mm.
- Androceo: gli stami sono 5 con filamenti liberi, mentre le antere sono saldate in un manicotto (o tubo) circondante lo stilo.[14] Le antere alla base sono acute. Il polline è tricolporato.[15]
- Gineceo: lo stilo giallo (con tendenza al nerastro) è filiforme e peloso sul lato inferiore; gli stigmi dello stilo sono due divergenti. L'ovario è infero uniloculare formato da 2 carpelli. La superficie stigmatica è interna.[16]
- Antesi: da maggio a luglio (fioritura tardo-primaverile, fino a estiva).

Frutti. I frutti sono degli acheni con pappo. Gli acheni hanno una forma da oblunga a obovoide-obconica con apice troncato e privi di becco (non sono compressi); in alcuni casi gli acheni sono provvisti di coste longitudinali. Il colore è castano scuro. Il pappo si compone di peli semplici grigiastri, scabri o barbati (non piumosi). Raramente il pappo è assente. Dimensione degli acheni: 2,8 – 3 mm.

## Biologia
Impollinazione: l'impollinazione avviene tramite insetti (impollinazione entomogama tramite farfalle diurne e notturne).

Riproduzione: la fecondazione avviene fondamentalmente tramite l'impollinazione dei fiori (vedi sopra).

Dispersione: i semi (gli acheni) cadendo a terra sono successivamente dispersi soprattutto da insetti tipo formiche (disseminazione mirmecoria). In questo tipo di piante avviene anche un altro tipo di dispersione: zoocoria. Infatti gli uncini delle brattee dell'involucro (se presenti) si agganciano ai peli degli animali di passaggio disperdendo così anche su lunghe distanze i semi della pianta.

## Distribuzione e habitat

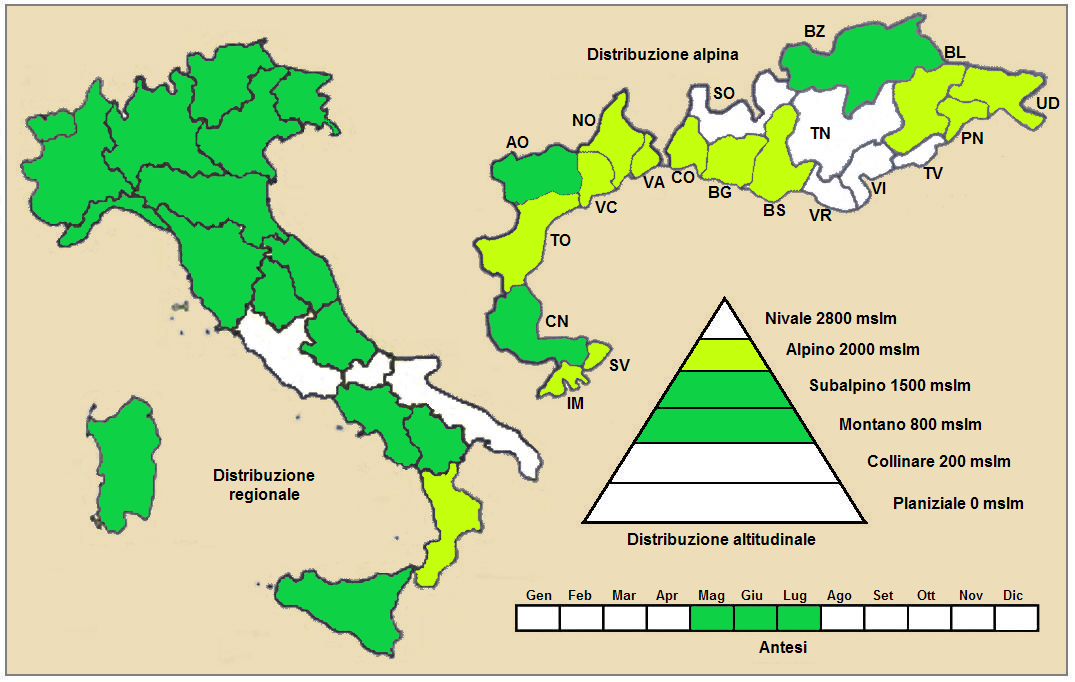
Distribuzione della pianta (Distribuzione regionale – Distribuzione alpina)

Geoelemento: il tipo corologico (area di origine) è Ovest Europeo (Subatlantico) / Sud Ovest Asiatico.
Distribuzione: in Italia questa specie è molto rara e si trova nelle Alpi e negli Appennini. Fuori dall'Italia, sempre nelle Alpi, questa specie si trova in Francia, Svizzera e Austria. Sugli altri rilievi collegati alle Alpi è presente nella Foresta Nera, Monti Vosgi, Massiccio del Giura, Massiccio Centrale, Pirenei, Alpi Dinariche, Monti Balcani e Carpazi. Nel resto dell'Europa e dell'areale del Mediterraneo si trova in Europa (non Russia), Anatolia e Siria.
Habitat: l'habitat preferito per queste piante sono le rupi e i pendii sassosi su silice. Il substrato preferito è siliceo con pH acido, bassi valori nutrizionali del terreno che deve essere arido.
Distribuzione altitudinale: sui rilievi alpini, in Italia, queste piante si possono trovare a quote comprese tra 250 e 2.000 m s.l.m.; nelle Alpi frequentano quindi i seguenti piani vegetazionali: montano, subalpino e in parte quello alpino.

### Fitosociologia
Dal punto di vista fitosociologico alpino Hieracium schmidtii appartiene alla seguente comunità vegetale:
Formazione: delle comunità delle fessure, delle rupi e dei ghiaioni
Classe: Asplenietea trichomanis
Ordine: Androsacetalia vandellii
Alleanza: Androsacio vandellii
Associazione: Androsacenion vandellii

## Tassonomia
La famiglia di appartenenza di questa voce (Asteraceae o Compositae, nomen conservandum) probabilmente originaria del Sud America, è la più numerosa del mondo vegetale, comprende oltre 23.000 specie distribuite su 1.535 generi, oppure 22.750 specie e 1.530 generi secondo altre fonti (una delle checklist più aggiornata elenca fino a 1.679 generi). La famiglia attualmente (2021) è divisa in 16 sottofamiglie.

### Filogenesi
Il genere di questa voce appartiene alla sottotribù Hieraciinae della tribù Cichorieae (unica tribù della sottofamiglia Cichorioideae). In base ai dati filogenetici la sottofamiglia Cichorioideae è il terz'ultimo gruppo che si è separato dal nucleo delle Asteraceae (gli ultimi due sono Corymbioideae e Asteroideae). La sottotribù Hieraciinae fa parte del "quinto" clade della tribù; in questo clade è posizionata alla base ed è "sorella" al resto del gruppo comprendente, tra le altre, le sottotribù Microseridinae e Cichoriinae. Il genere  Hieracium (insieme al genere Pilosella) costituisce il nucleo principale della sottotribù Hieraciinae e formano (insieme ad altri generi minori) un "gruppo fratello" posizionato nel "core" delle Hieraciinae.
Il genere Hieracium è un genere estremamente polimorfo con maggioranza di specie apomittiche. Di questo genere sono descritte circa 1000 specie sessuali e oltre 3000 specie apomittiche, delle quali circa 250 e più sono presenti nella flora spontanea italiana. Alcuni taxon collegati alle varie specie del genere sono sottospecie, altri sono considerati aggregati (o inclusi), e altri ancora sono considerati "intermediari" (o impropriamente ibridi in quanto queste specie essendo apomittiche non si incrociano e quindi non danno prole feconda) con altre specie. A causa di ciò si pongono dei problemi di sistematica quasi insolubili e per avere uno sguardo d'insieme su questa grande variabilità può essere necessario assumere un diverso concetto di specie. Qui in particolare viene seguita la suddivisione del materiale botanico in sezioni così come sono elencate nell'ultima versione della "Flora d'Italia".
La specie di questa voce è descritta all'interno della XIX sezione Hieracium sect. Oreadea i cui caratteri principali sono:
- i peli ghiandolari e quelli stellati sono poco presenti;
- le specie di questo gruppo sono piante di tipo fillopode (raramente sono hypofillopode);
- le foglie basali sono attenuate e più o meno brevemente picciolate;
- le foglie cauline (da 0 a 4) sono glauche con le pagine superiori macchiate e peli setosi ai margini;
- la fioritura è tardo-primaverile (fino a estiva).

La specie  H. schmidtii  è invece individuata dai seguenti ulteriori caratteri:
- la pagina superiore delle foglie è ricoperta densamente da peli curvo-setosi, lunghi 4 - 10 mm, bianchi e da setosi a profondamente dentati.

L'indumentum è uno degli elementi più importanti per distinguere le varie specie.   H. schmidtii è caratterizzata dalla seguente pubescenza:
| Tipo peli        | Caule                                | Foglie                                                                                              | Peduncoli dei capolini                                    | Brattee involucrali |
| ---------------- | ------------------------------------ | --------------------------------------------------------------------------------------------------- | --------------------------------------------------------- | ------------------- |
| Peli semplici    | Densi                                | Densi sul picciolo, più o meno villosi, lunghi 1 - 3,5 mm, da molli a subrigidi, bianchi e dentati. | Assenti o sparsi, lunghi 0,8 – 3 mm                       | Da assenti a densi  |
| Peli ghiandolari | Dal basso in alto: da sparsi a densi | Solamente sui margini: minuti e solitari                                                            | Densi, lunghi 0,2 - 0,7 mm con ghiandole da gialle a nere | Da sparsi a densi   |
| Peli stellati    | Da sparsi a densi                    | Sulla pagina inferiore e lungo le nervature: da sparsi a densi                                      | Densi                                                     | Da sparsi a densi   |

Il numero cromosomico di  H. schmidtii è: 2n = 27 e 36.

### Sottospecie
Per questa specie sono riconosciute 61 seguenti sottospecie, alcune delle quali sono presenti nella flora spontanea italiana:
- Hieracium schmidtii subsp. acrocrocydotum (Zahn) Greuter - Distribuzione: Penisola Balcanica
- Hieracium schmidtii subsp. arcicola (Arv.-Touv.) O.Bolòs & Vigo - Distribuzione: Pirenei
- Hieracium schmidtii subsp. argaeum (Zahn) Greuter - Distribuzione: Anatolia
- Hieracium schmidtii subsp. argyrosericeum (O.Behr, E.Behr & Zahn) Greuter - Distribuzione: Penisola Balcanica
- Hieracium schmidtii subsp. balkanum (R.Uechtr. ex Pancic) Niketic - Distribuzione: Penisola Balcanica
- Hieracium schmidtii subsp. barbulatiforme (Zahn) O.Bolòs & Vigo - Distribuzione: Pirenei
- Hieracium schmidtii subsp. basicrinuloides (O.Behr, E.Behr & Zahn) Greuter - Distribuzione: Penisola Balcanica
- Hieracium schmidtii subsp. brachetianum (Arv.-Touv. & Gaut.) Gottschl. - Distribuzione: Francia
- Hieracium schmidtii subsp. brunelliforme (Arv.-Touv.) O.Bolòs & Vigo - Distribuzione: Italia (Val d'Aosta, Appennini e Sardegna) e Europa occidentale
- Hieracium schmidtii var. camarenae (Zahn) Gottschl. - Distribuzione: Spagna
- Hieracium schmidtii subsp. candicans (Tausch) Greuter - Distribuzione: Europa centrale
- Hieracium schmidtii subsp. catriae Gottschl. - Distribuzione: Italia (Marche)
- Hieracium schmidtii subsp. cenomanicum (Zahn) Greuter - Distribuzione: Francia
- Hieracium schmidtii subsp. ceratodon (Arv.-Touv.) O.Bolòs & Vigo - Distribuzione: Italia (Piemonte) e Francia
- Hieracium schmidtii subsp. ceratophylloides (Zahn) Gottschl. - Distribuzione: Francia
- Hieracium schmidtii subsp. cochleariforme  Gottschl. - Distribuzione: Italia (Alpi Apuane)
- Hieracium schmidtii subsp. comatulum (Jord. ex Boreau) O.Bolòs & Vigo - Distribuzione: Europa centrale e del nord
- Hieracium schmidtii subsp. comosulum (Arv.-Touv. & Gaut.) O.Bolòs & Vigo - Distribuzione: Italia (Val d'Aosta), Francia e Penisola Iberica
- Hieracium schmidtii subsp. costeanum (Arv.-Touv. & Gaut.) Greuter - Distribuzione: Francia
- Hieracium schmidtii subsp. creticum (Zahn) Greuter - Distribuzione: Isola di Creta
- Hieracium schmidtii subsp. crinitisquamum Gottschl. - Distribuzione: Italia (Lazio e Abruzzo
- Hieracium schmidtii subsp. curcicianum (Zahn) Greuter - Distribuzione: Penisola Balcanica
- Hieracium schmidtii subsp. cyaneum (Arv.-Touv.) O.Bolòs & Vigo - Distribuzione: Italia (Alpi occidentali), Europa e Anatolia
- Hieracium schmidtii subsp. didymum  Zahn - Distribuzione: Italia (Alpi occidentali) e Europa centrale e del nord
- Hieracium schmidtii subsp. dinglerianum (Zahn) Greuter - Distribuzione: Bulgaria
- Hieracium schmidtii subsp. diversifolium (Celak.) Zahn - Distribuzione: Europa centrale
- Hieracium schmidtii subsp. echinanthum (Arv.-Touv. & Gaut.) O.Bolòs & Vigo - Distribuzione: Pirenei
- Hieracium schmidtii subsp. euacrocydotum (Zahn) Greuter - Distribuzione: Penisola Balcanica
- Hieracium schmidtii subsp. floccosum (Arv.-Touv.) Gamisans & Jeanm. - Distribuzione: Francia
- Hieracium schmidtii subsp. floccozum (Zahn) Jeanm. - Distribuzione: Corsica
- Hieracium schmidtii subsp. giresunense (Hub.-Mor.) Greuter - Distribuzione: Anatolia
- Hieracium schmidtii subsp. glaucopallens (Zahn) O.Bolòs & Vigo - Distribuzione: Italia (Valle d'Aosta) e Europa centrale
- Hieracium schmidtii subsp. graniticum (Sch.Bip.) Gottschl. - Distribuzione: Europa centrale e occidentale
- Hieracium schmidtii subsp. huber-morathii (P.D.Sell & C.West) Greuter - Distribuzione: Anatolia
- Hieracium schmidtii subsp. jovimontis (Zahn) Greuter - Distribuzione: Italia e Europa
- Hieracium schmidtii subsp. labillardierei (Arv.-Touv.) Greuter - Distribuzione: Anatolia e Siria
- Hieracium schmidtii subsp. lasiochaetum (Bornm. & Zahn) Greuter - Distribuzione: Anatolia
- Hieracium schmidtii subsp. lasiophyllum (W.D.J.Koch) O.Bolòs & Vigo - Distribuzione: Italia e Europa
- Hieracium schmidtii subsp. leucothecum (Freyn) Greuter - Distribuzione: Anatolia
- Hieracium schmidtii subsp. libanoticum (Boiss. & C.I.Blanche) Greuter - Distribuzione: Siria
- Hieracium schmidtii subsp. madoniense (Raimondo & Di Grist.) Greuter - Distribuzione: Italia (Sicilia)
- Hieracium schmidtii subsp. marchettii  Gottschl. - Distribuzione: Italia (Alpi Apuane)
- Hieracium schmidtii subsp. nebrodense (Tineo) Di Grist., Gottschl. & Raimondo - Distribuzione: Italia (Sicilia)
- Hieracium schmidtii subsp. neodontotrichodes Gottschl. - Distribuzione: Penisola Balcanica
- Hieracium schmidtii subsp. odontotrichum (Freyn) Greuter - Distribuzione: Bulgaria
- Hieracium schmidtii subsp. pallidiglaucinum (Zahn) Gottschl. - Distribuzione: Germania
- Hieracium schmidtii subsp. provinciale (Zahn) Greuter - Distribuzione: Francia
- Hieracium schmidtii subsp. pseudodontotrichum (Hub.-Mor.) Greuter - Distribuzione: Anatolia
- Hieracium schmidtii subsp. pseudorupicola (Wilczek & Zahn) Greuter - Distribuzione: Francia e Svizzera
- Hieracium schmidtii subsp. rupicola (Fr.) O.Bolòs & Vigo - Distribuzione: Italia (Alpi occidentali), Europa centrale e occidentale
- Hieracium schmidtii subsp. rupicolifolium (Zahn) Greuter - Distribuzione: Corsica
- Hieracium schmidtii subsp. samothracis (Ade & Schack) Gottschl. - Distribuzione: Grecia
- Hieracium schmidtii subsp. schmidtii - Distribuzione: Italia (Valle d'Aosta) e Europa
- Hieracium schmidtii subsp. schmidtiiforme (Zahn) O.Bolòs & Vigo - Distribuzione: Europa centrale
- Hieracium schmidtii subsp. subcaesioides (Holle) Gottschl. - Distribuzione: Germania
- Hieracium schmidtii subsp. subcomatulum (Zahn) O.Bolòs & Vigo - Distribuzione: Italia (Appennini) e Europa
- Hieracium schmidtii subsp. subrupicola Zahn - Distribuzione: Italia (Trentino-Alto Adige)
- Hieracium schmidtii subsp. subvandasii (Bornm. & Zahn) Greuter - Distribuzione: Anatolia
- Hieracium schmidtii subsp. trichellum (Arv.-Touv.) O.Bolòs & Vigo - Distribuzione: Francia
- Hieracium schmidtii subsp. vestitum (Gren. & Godr.) O.Bolòs & Vigo - Distribuzione: Pirenei
- Hieracium schmidtii subsp. vranjanum (Zahn) Greuter - Distribuzione: Penisola Balcanica
- Hieracium schmidtii subsp. vulcanicum (Griseb.) Gottschl. - Distribuzione: Spagna e Germania

### Specie incluse
Le seguenti 21 specie sono "incluse" nel gruppo del Hieracium schmidtii:
- Hieracium alfitodes Omang
- Hieracium argaeolum  Omang
- Hieracium arvonense  P. D. Sell
- Hieracium bettyhillense  P. D. Sell
- Hieracium brigantum  (F. Hanb.) Roffey
- Hieracium carenorum  F. Hanb.
- Hieracium crinellum  Omang
- Hieracium cyathis  (Ley) W. R. Linton
- Hieracium decolor  (W. R. Linton) Ley
- Hieracium eustomon  (E. F. Linton) Roffey
- Hieracium grampianum  P. D. Sell
- Hieracium inaequilaterum  P. D. Sell
- Hieracium leyi  F. Hanb.
- Hieracium nitidum  Backh. f.
- Hieracium peroblongum  P. D. Sell
- Hieracium promontoriale  P. D. Sell
- Hieracium pseudoleyi  (Zahn) Roffey
- Hieracium stenolepiforme  (Pugsley) P. D. Sell & C. West
- Hieracium subcyaneum  (W. R. Linton) Pugsley
- Hieracium sublasiophyllum  P. D. Sell
- Hieracium tricolorans  (Zahn) Pugsley

### Specie simili
La seguente specie appartiene alla medesima sezione di H. schmidtii per cui presenta alcuni caratteri in comune:
- Hieracium glaucinum Jord., 1848 - Sparviere precoce.